# رودي ستزر
رودي ستزر (بالإنجليزية: Rudi Studer)‏ (من مواليد عام 1951 في شتوتغارت) هو عالم ألماني في علم الحاسوب وأستاذ في معهد كارلسروه للتكنولوجيا، ألمانيا. وهو رئيس مجموعة أبحاث إدارة المعرفة في معهد AIFB وأحد مديري معهد كارلسروه لأبحاث الخدمة (KSRI). وهو رئيس سابق لرابطة علوم الويب الدلالي وهو زميل في STI العالمية وعضو في العديد من لجان البرامج والمجالس التحريرية. كان أحد رؤساء تحرير مجلة دلالات الويب وشغل هذا المنصب حتى عام 2007. وهو مؤلف مشارك في اقتراح «ويكيميديا الدلالية».
حصل على درجة الدكتوراه في علوم الكمبيوتر في جامعة شتوتغارت في عام (1982). من عام 1985 إلى عام 1989 كان قائد مشروع في آي بي إم بألمانيا. في نوفمبر 1989 أصبح أستاذا في كارلسروه. ومنذ ذلك الحين، قاد مجموعة أبحاثه لتصبح واحدة من المؤسسات الرائدة على مستوى العالم في تكنولوجيا الويب الدلالي، وقد لعب دورًا رائدًا في تأسيس مؤتمرات ودوريات عالمية معترف بها للغاية في هذا المجال.
كان رودي ستودر مديراً لقسم هندسة معالجة المعلومات في أحد رؤساء مركز أبحاث FZI لتكنولوجيا المعلومات في جامعة كارلسروه، بالإضافة إلى كونه مؤسسًا مشاركًا لشركة spin-off ontoprise GmbH التي تطور التطبيقات الدلالية. وهو عضو سابق في L3S Learning Lab في هانوفر.
وهو عضو في AAAI ورابطة مكائن الحوسبة ومعهد مهندسي الكهرباء والإلكترونيات كما عمل لمجموعة عمل IFIP حول قواعد البيانات (WG 2.6)، وجمعية المعلوماتية الألمانية (GI).
تمتد اهتماماته البحثية الحالية حول الموضوعات الرئيسية المهمة لتقنية الويب الدلالي، بما في ذلك إدارة المعرفة وهندسة المعرفة والاكتشاف والتعلم، وإدارة أنطولوجية (علم المعلومات) والتنقيب في البيانات، وخدمات الويب الدلالية، ونظم ند لند.

## وصلات خارجية
- Rudi Studer's website at the AIFB
- Information Process Engineering department at the FZI
- Journal of Web Semantics
- ontoprise GmbH